# Horribates
Genre
Horribates est un genre de solifuges de la famille des Eremobatidae.

## Distribution
Les espèces de ce genre sont endémiques des États-Unis. Elles se rencontrent en Californie et au Nevada.

## Liste des espèces
Selon Solifuges of the World (version 1.0) :
- Horribates bantai Muma, 1989
- Horribates minimus Muma, 1989
- Horribates spinigerus Muma, 1962

## Publication originale
- Muma, 1962 : The arachnid order Solpugida in the United States, Supplement 1. American Museum Novitates, no 2092, p. 1-44 (texte intégral).